# Porto Barreiro
Porto Barreiro är en kommun i Brasilien.   Den ligger i delstaten Paraná, i den södra delen av landet, 1 200 km söder om huvudstaden Brasília. Antalet invånare är 3 659.
I omgivningarna runt Porto Barreiro växer huvudsakligen savannskog. Runt Porto Barreiro är det glesbefolkat, med 12 invånare per kvadratkilometer.